# Statens Museum for Kunst
SMK – Statens Museum for Kunst ("Staatsmuseum voor kunst") is een Deens museum in Kopenhagen, gelegen aan de Sølvgade. Het is het grootste van de zes "Parkmuseerne" aan de Østre Anlæg bij Kongens Have, waarvan ook museum Rosenborg Slot en Den Hirschsprungske Samling deel uitmaken.
Het museum is gebouwd in 1896 als Den Kongelige Malerisamling ("De koninklijke schilderijenverzameling") en ontworpen door de architecten Vilhelm Dahlerup en Georg E.W. Møller. In 1970 werd het gebouw uitgebreid door architect Niels Koppel en in 1998 werd een moderne vleugel geopend, die ontworpen is door Anna Maria Indrio.
De collectie omvat onder meer ongeveer 9000 schilderijen van zowel Deense als buitenlandse kunstenaars, uit verschillende tijden. Het oudere deel van de collectie is grotendeels afkomstig uit de kunstverzamelingen van leden van het Deens Koningshuis. In de nieuwste vleugel bevindt zich ook de 'Skulpturgade' (beeldenstraat). Naast schilderijen en sculpturen herbergt het SMK ook kopergravures (Den Kongelige Kobberstiksamling), tekeningen, aquarellen, lithografie en design.

## Uit de collectie

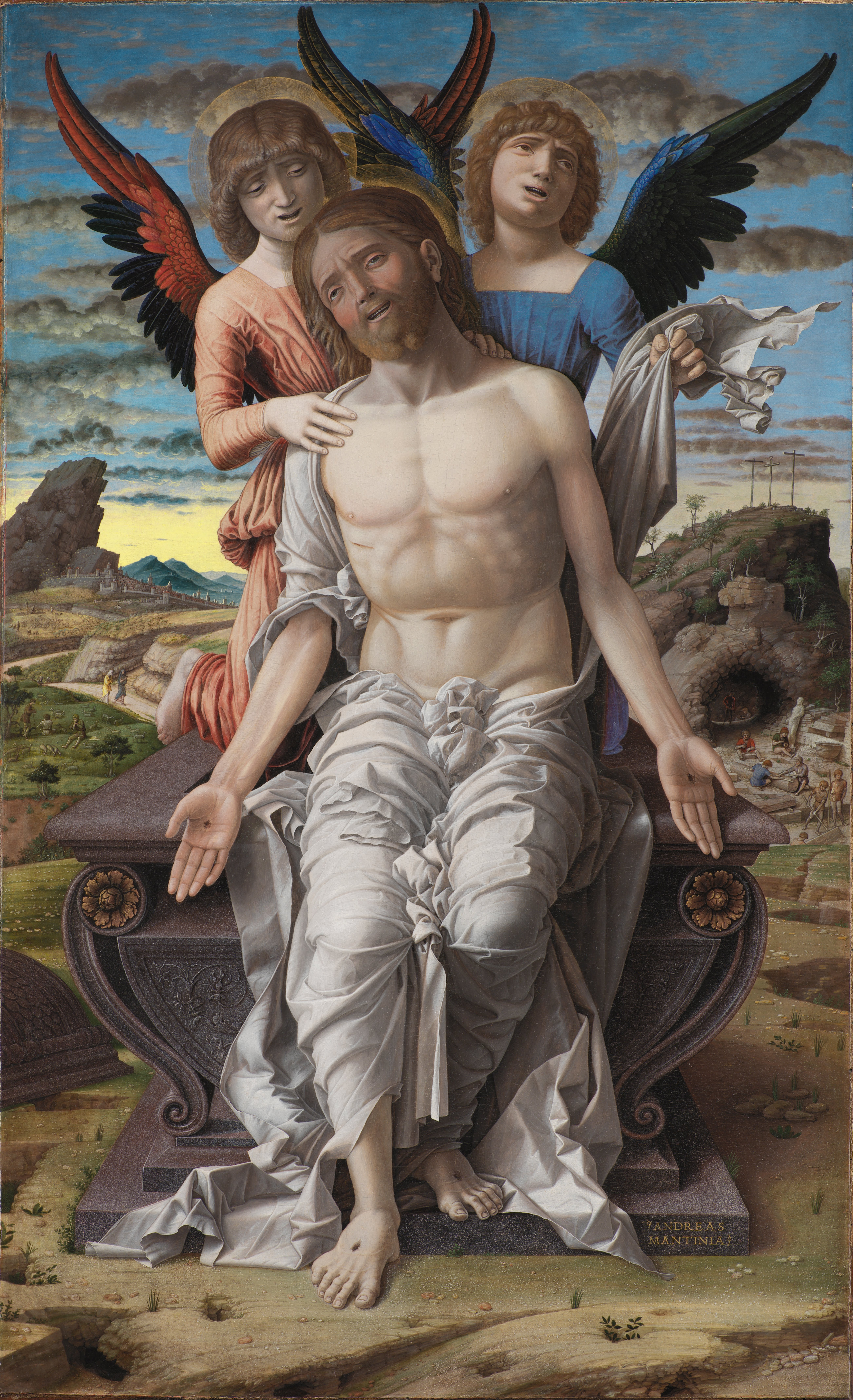
Christus als de lijdende verlosser, Andrea Mantegna
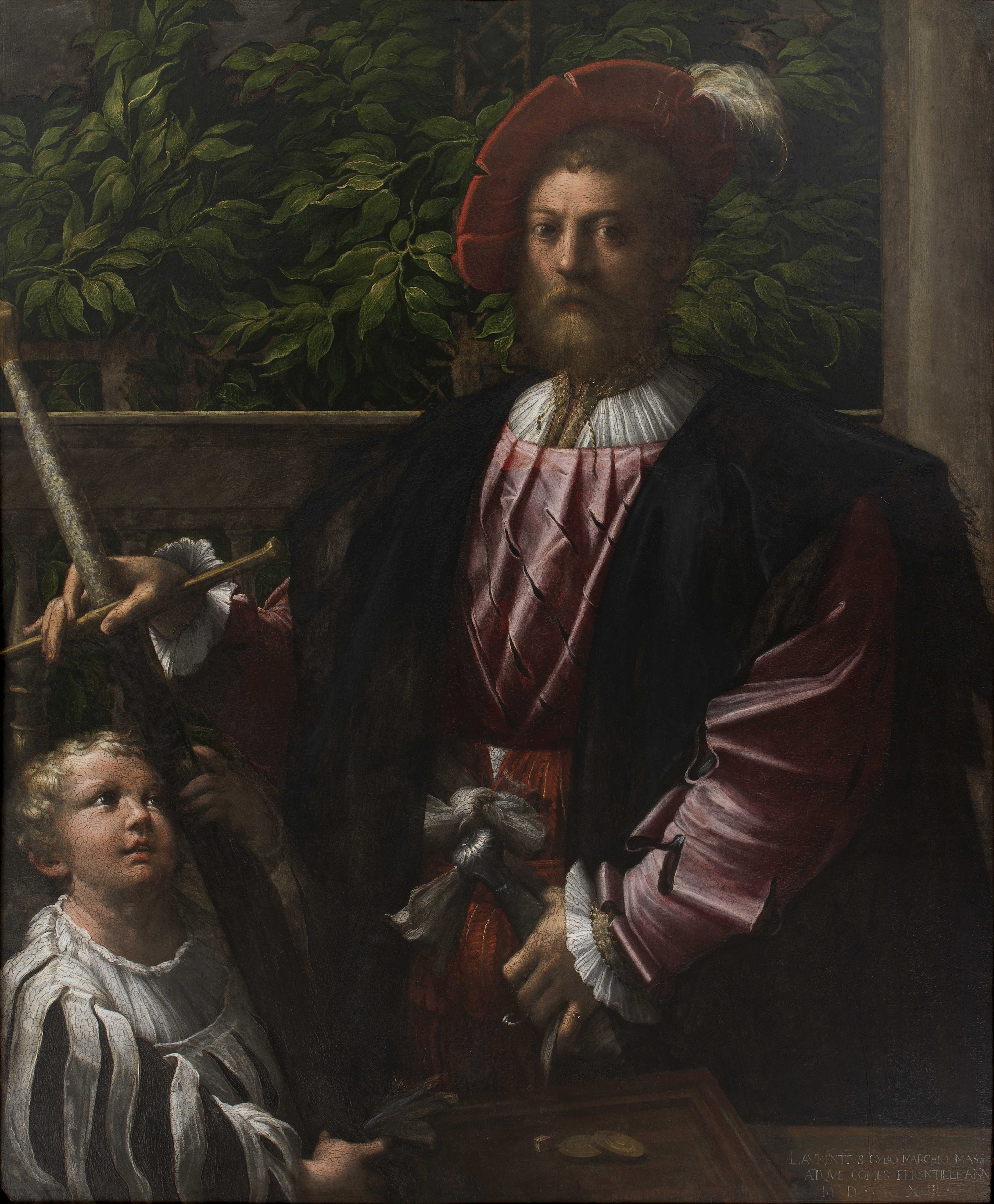
Portret van Lorenzo Cybo, Parmigianino
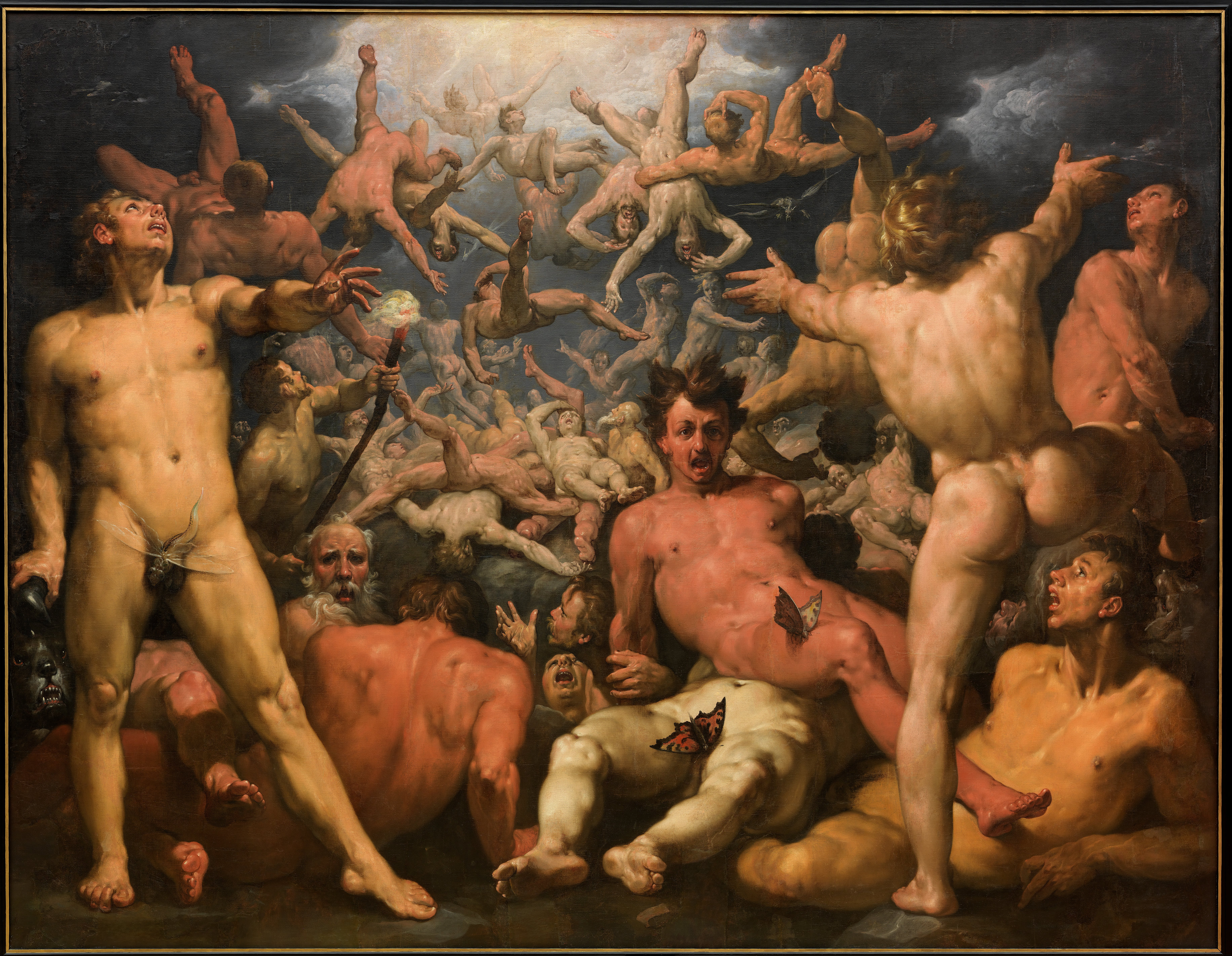
Val van de titanen, Cornelis Cornelisz. van Haarlem
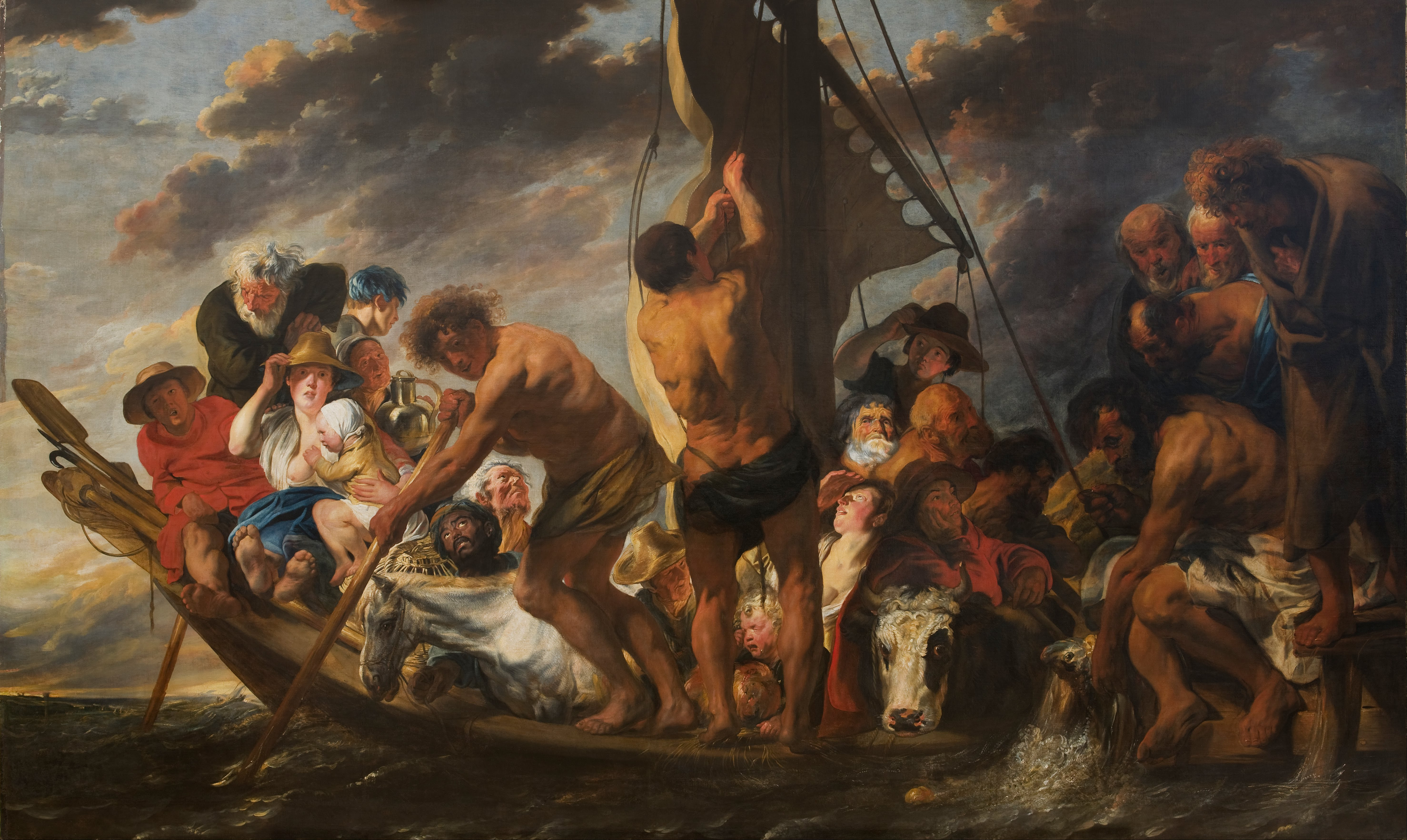
De tempelbelasting, Jacob Jordaens
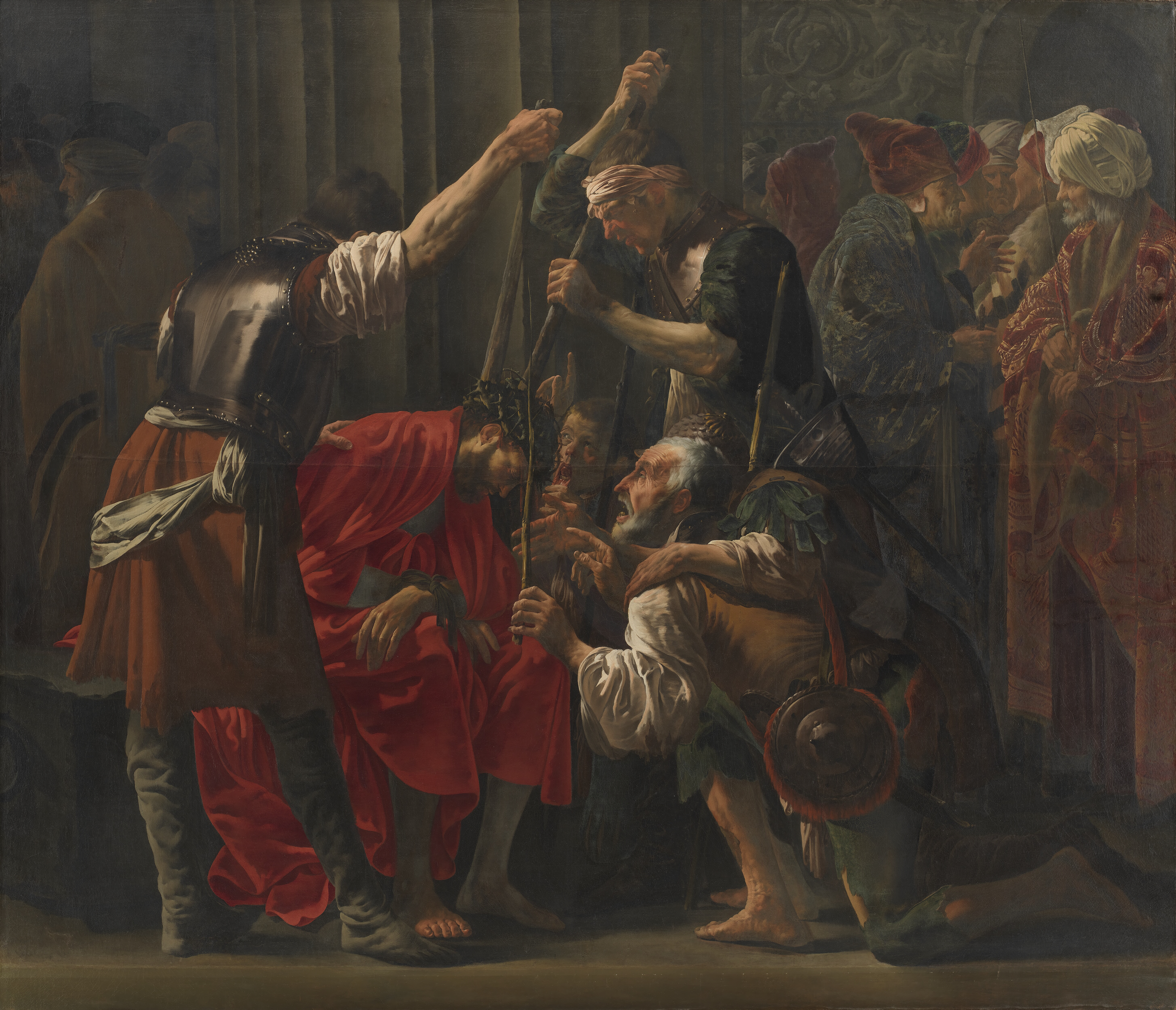
De doornenkroning van Jezus, Hendrick ter Brugghen
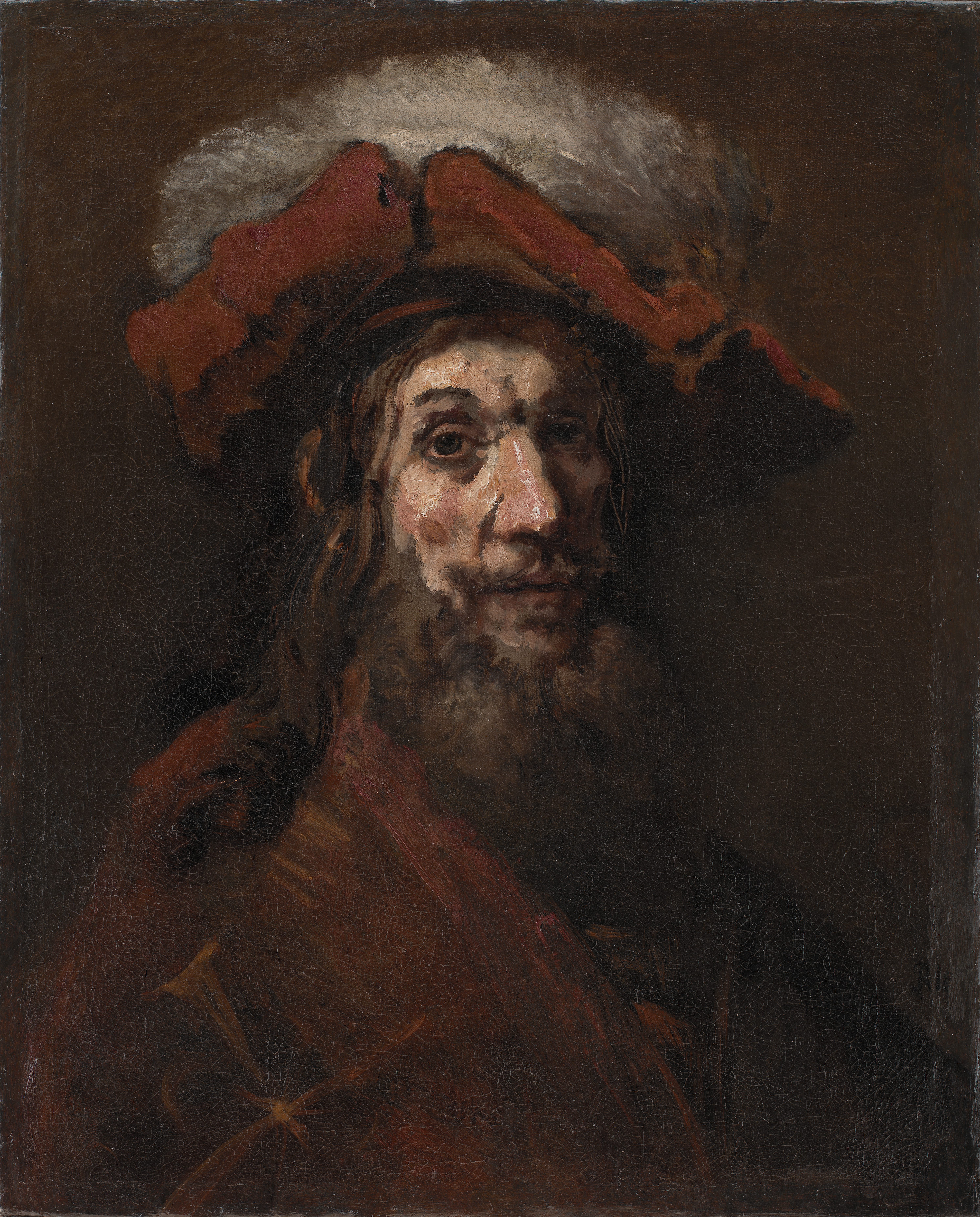
Man met gepluimde baret, toegeschreven aan Rembrandt
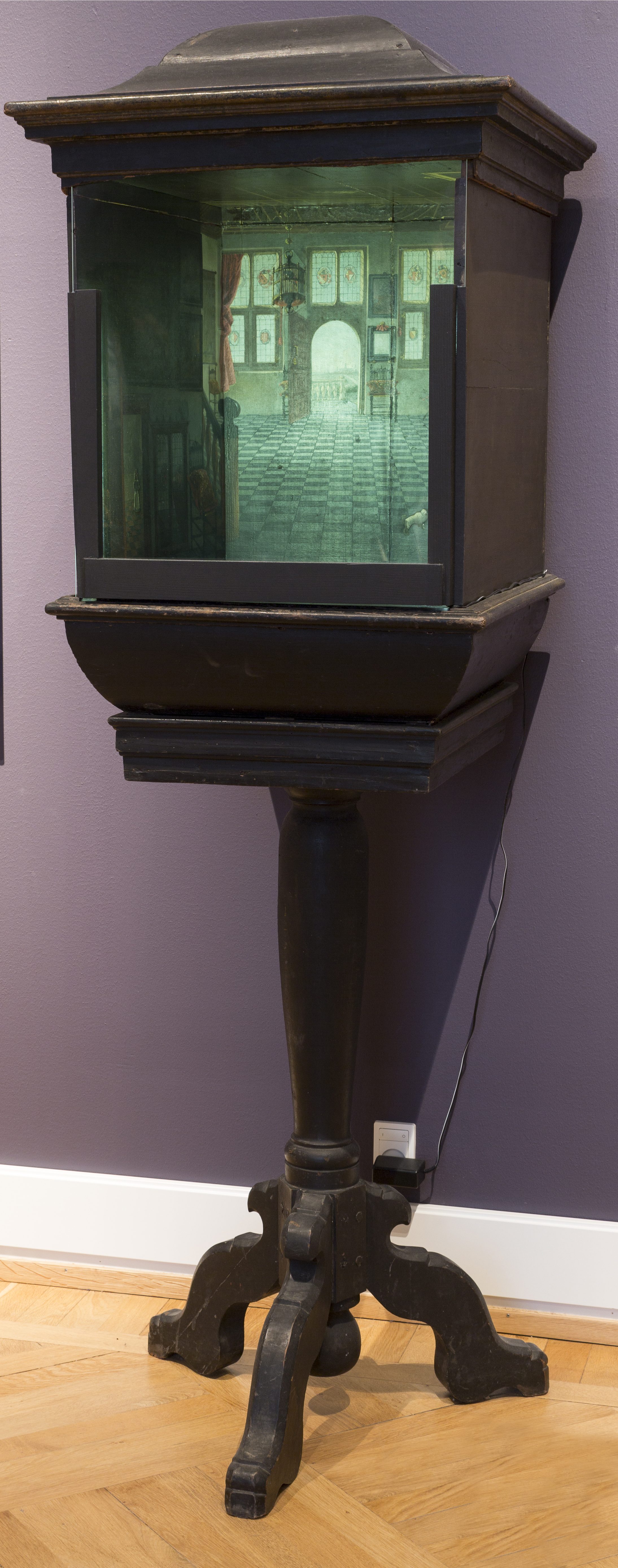
Perspectiefdoos van een Hollands interieur, ca. 1650
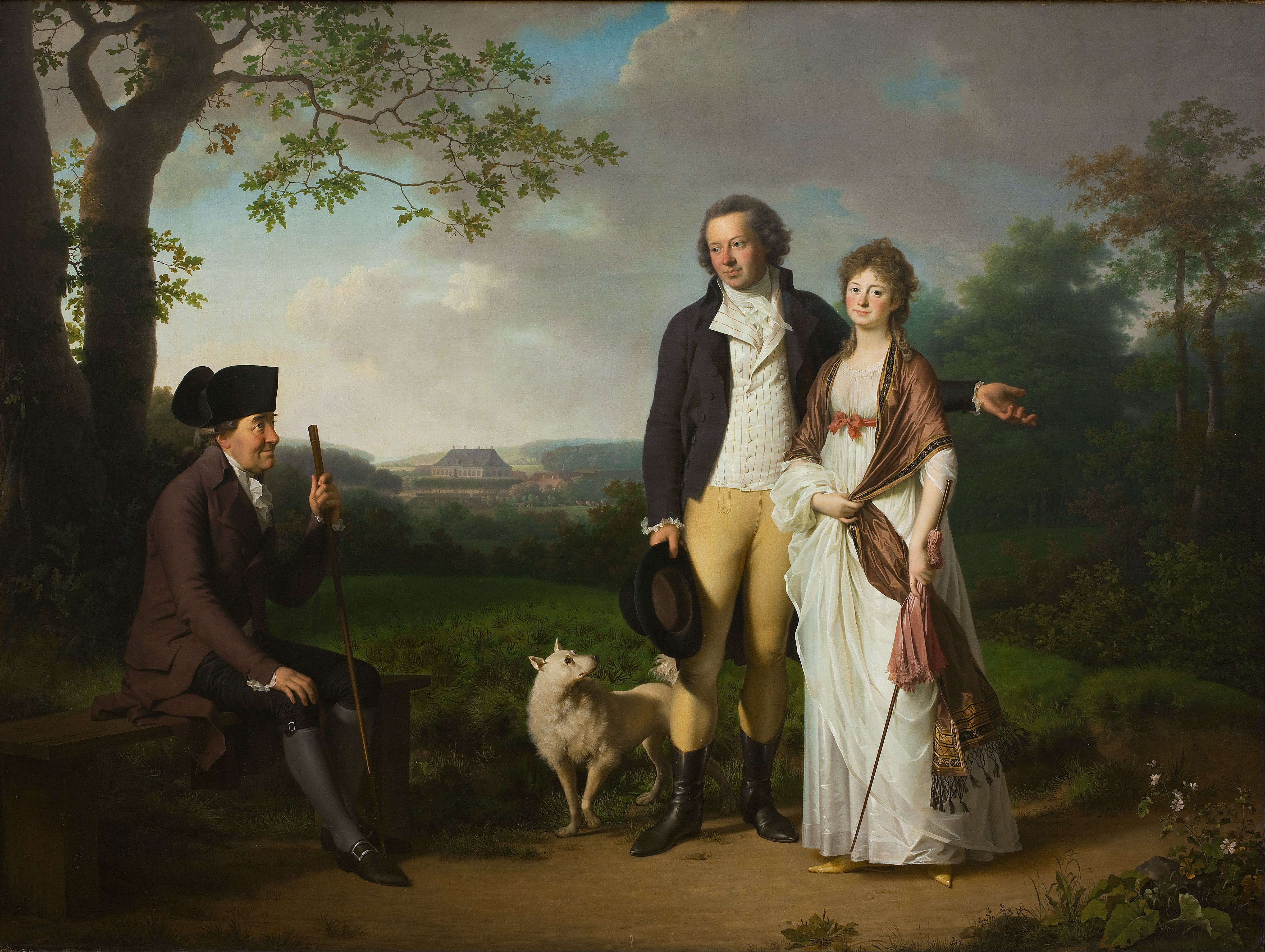
De familie Ryberg, Jens Juel
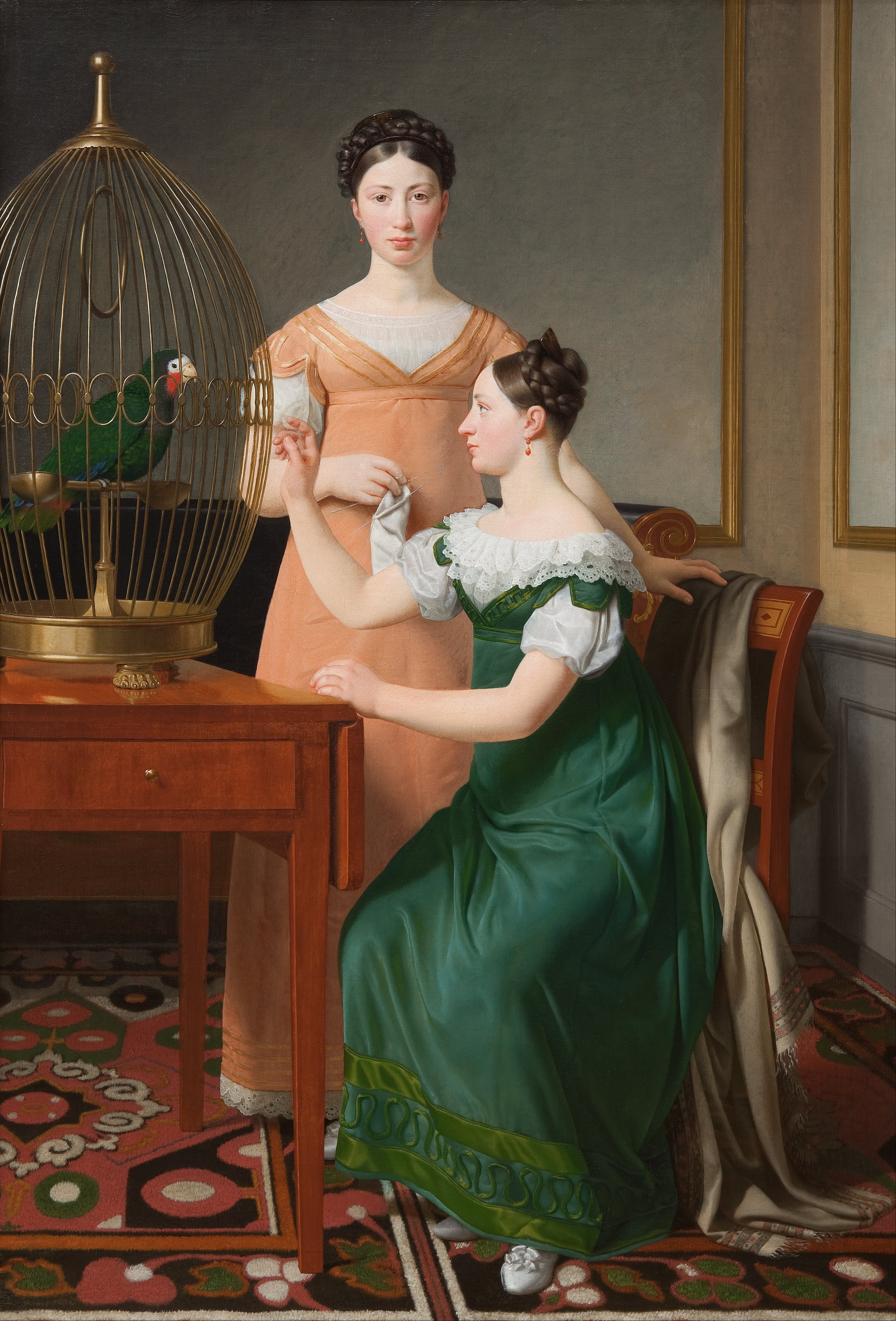
Bella en Hanna, C.W. Eckersberg
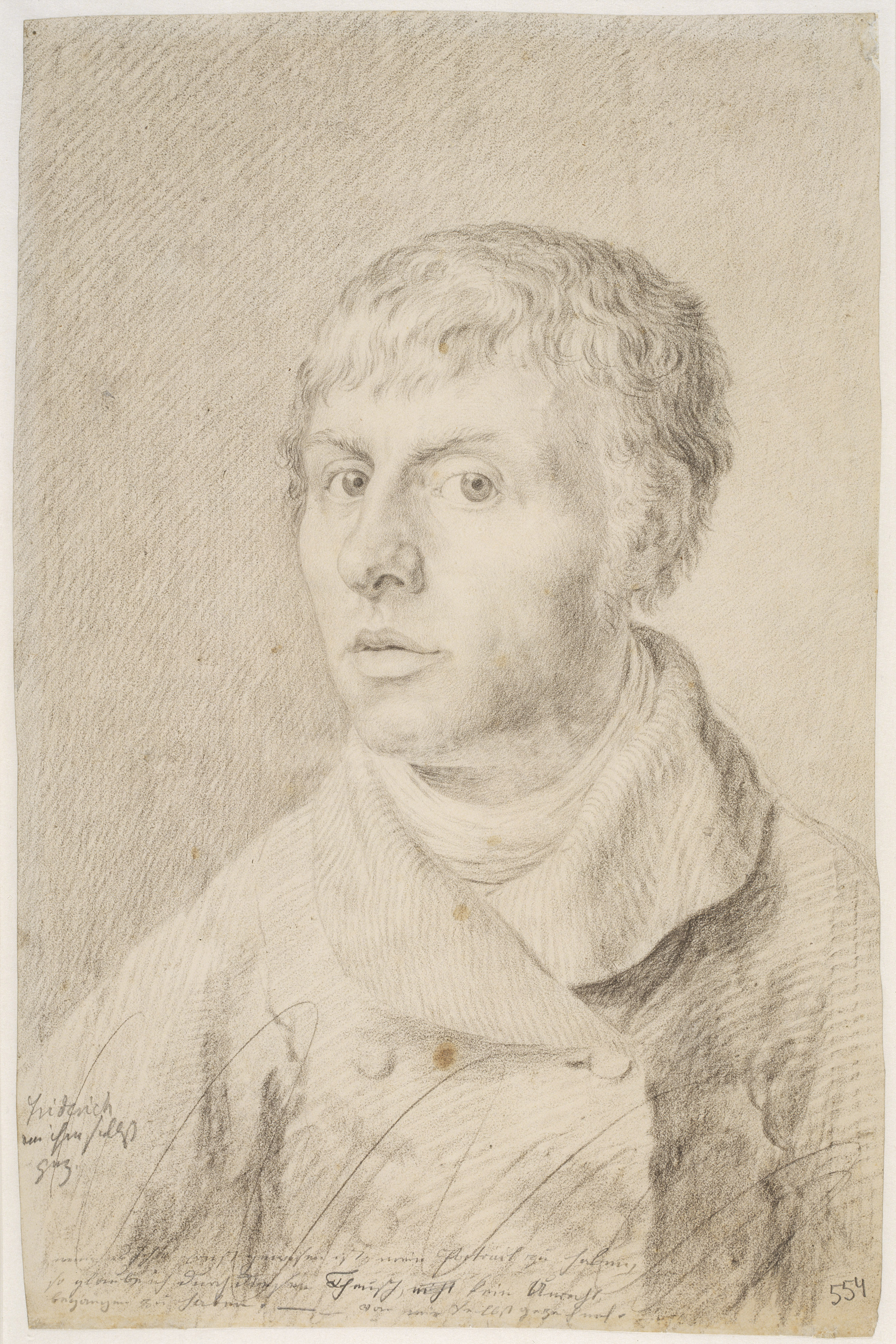
Zelfportret, Caspar David Friedrich
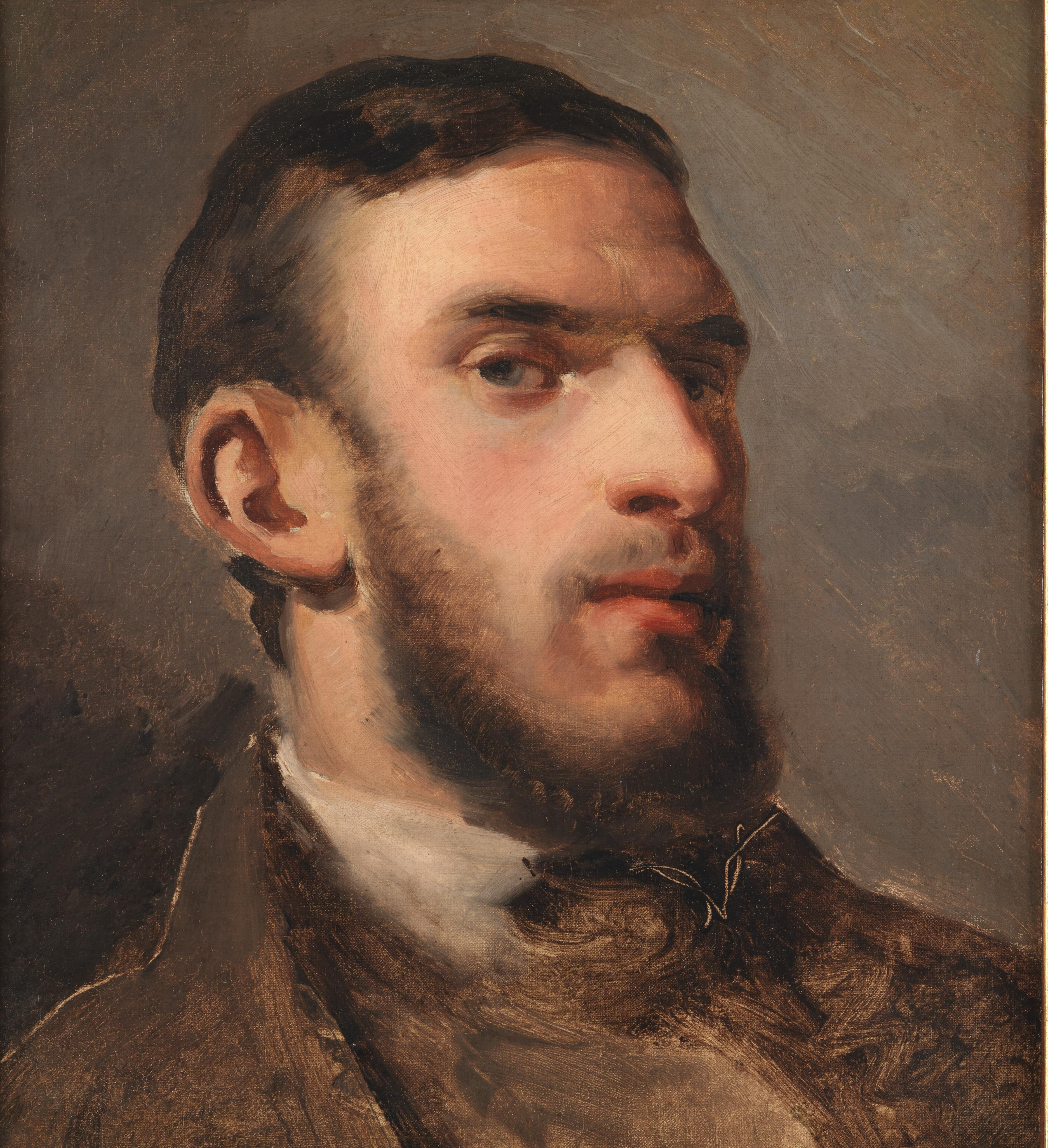
Zelfportret, Camille Pissarro
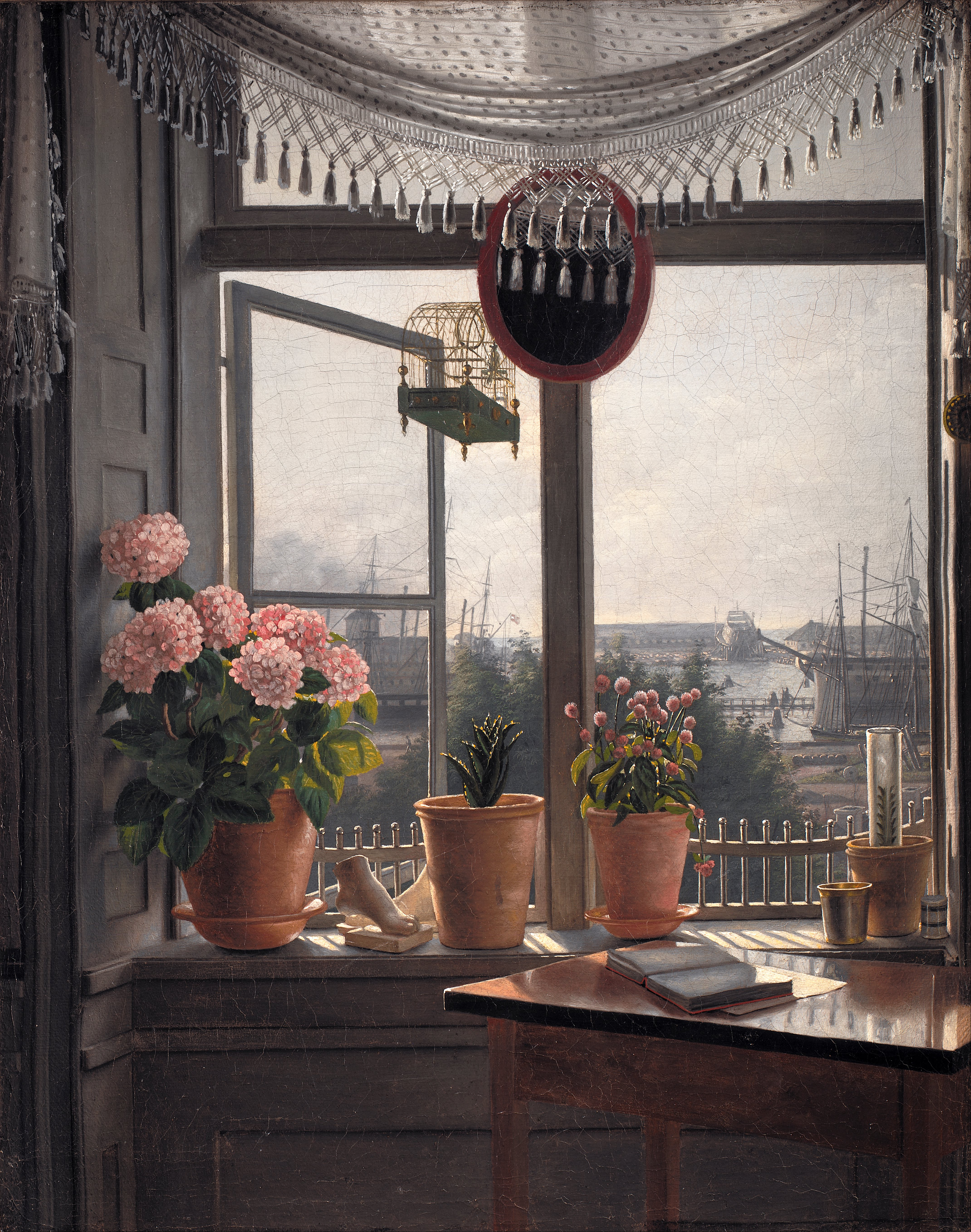
Uitzicht vanuit het raam van de kunstenaar, Martinus Rørbye
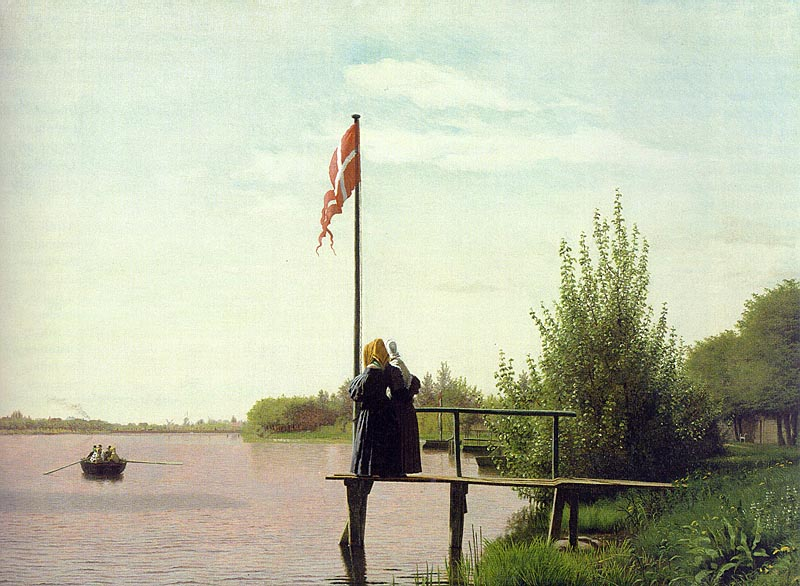
Uitzicht vanaf Dosseringen bij het Sortedamse Meer te Nørrebro, Christen Købke
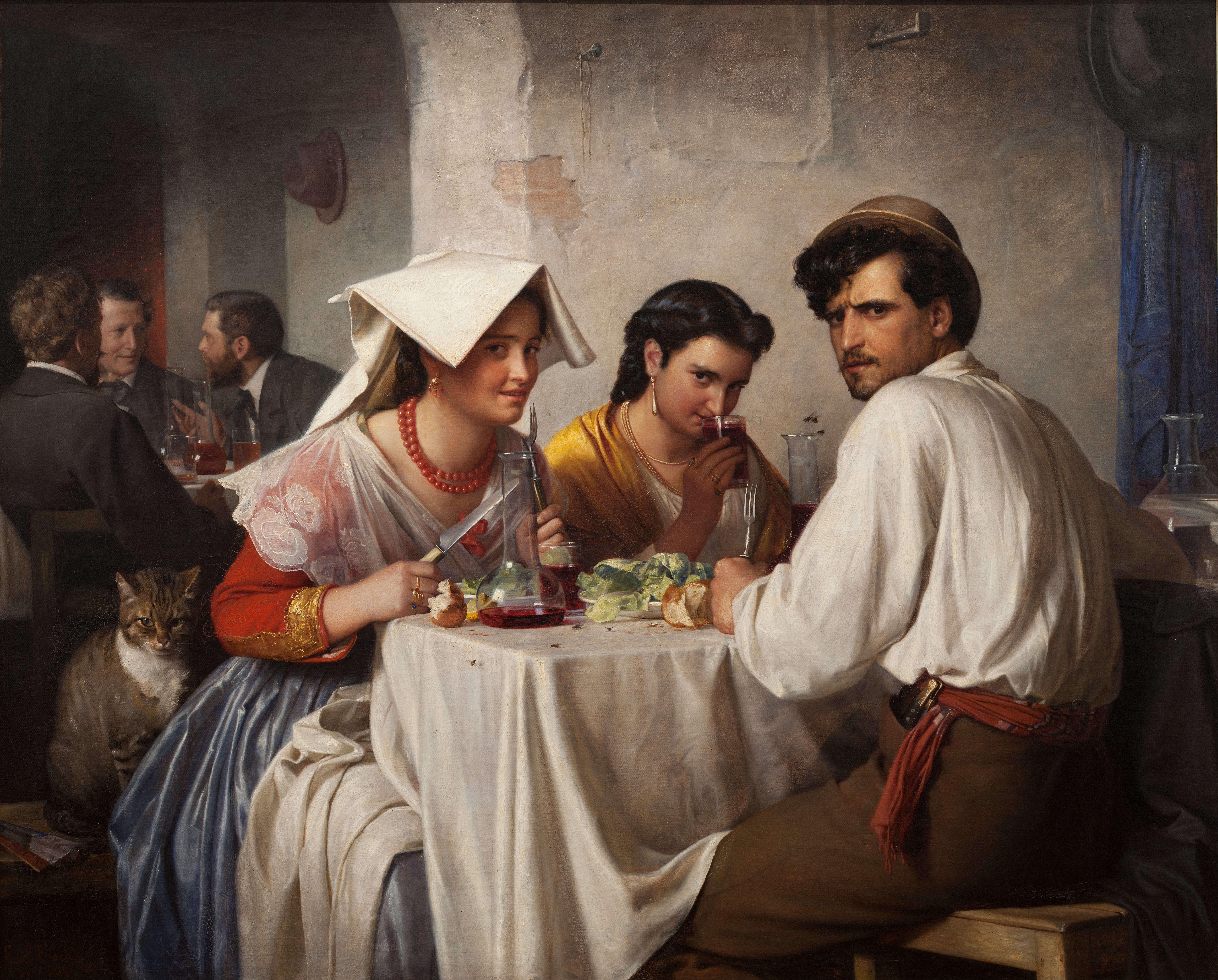
In een Romeinse osteria, Carl Bloch
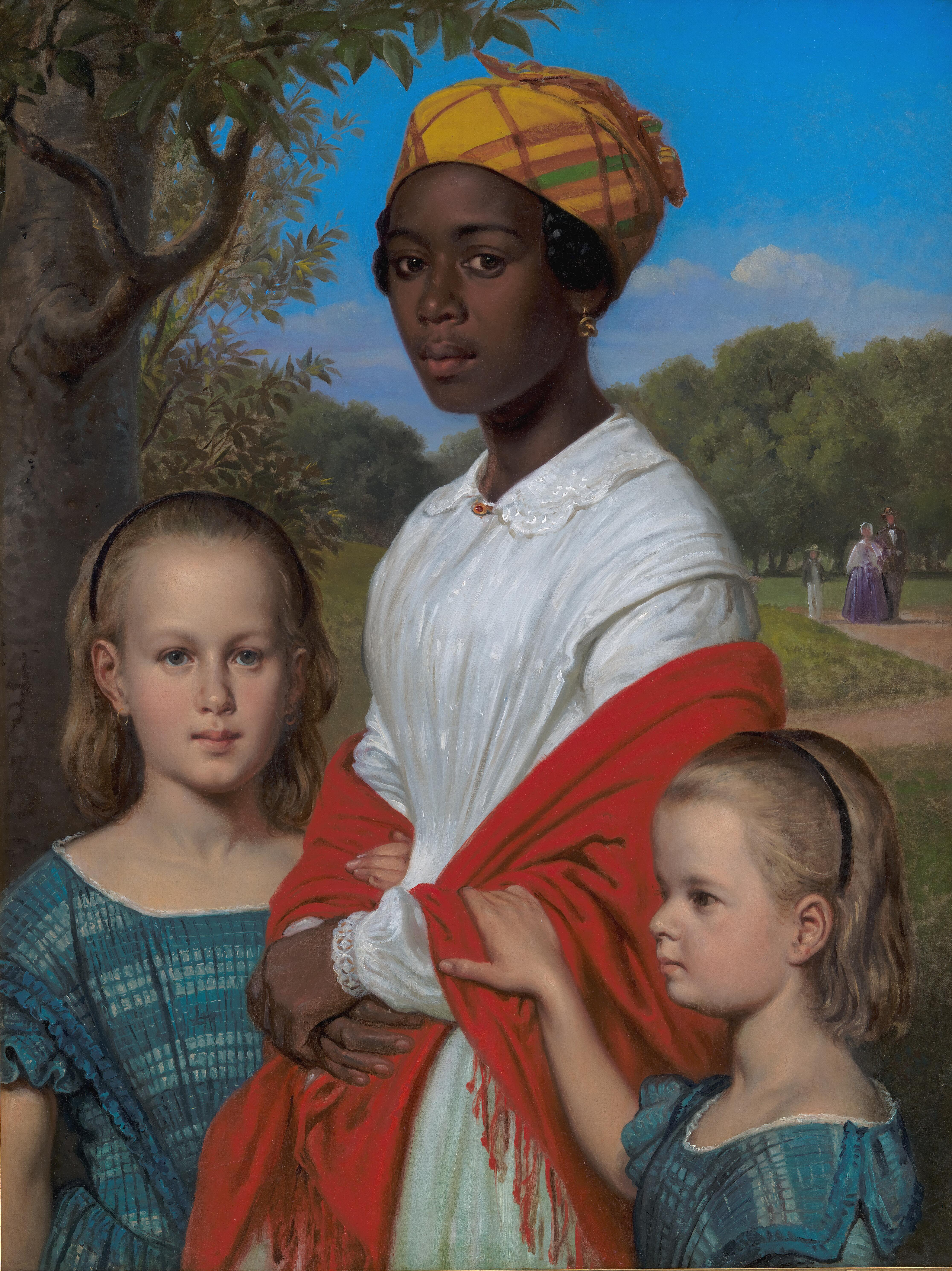
Portret van twee dochters en hun kindermeisje, Wilhelm Marstrand
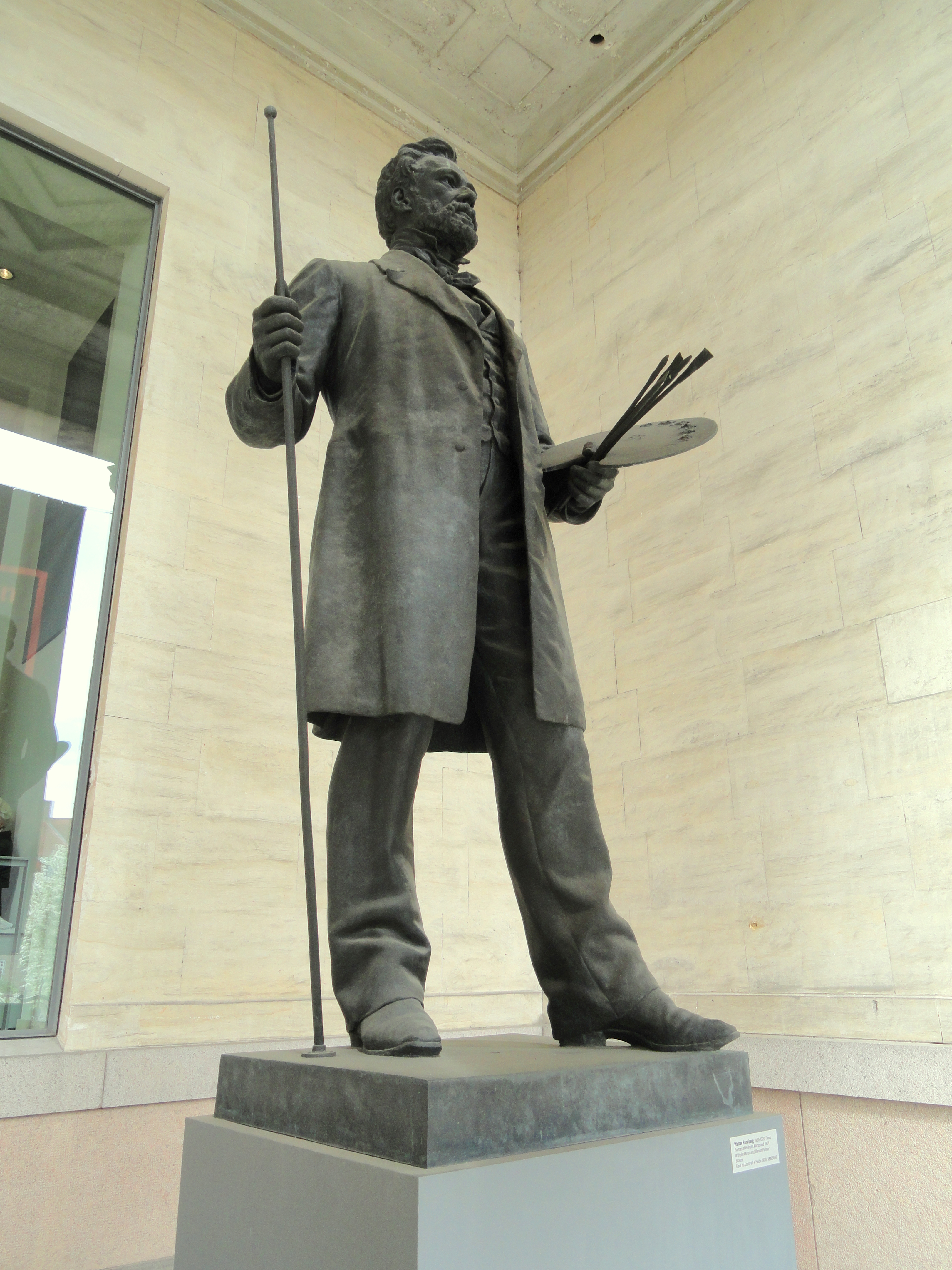
Beeld van Wilhelm Marstrand door Walter Runeberg
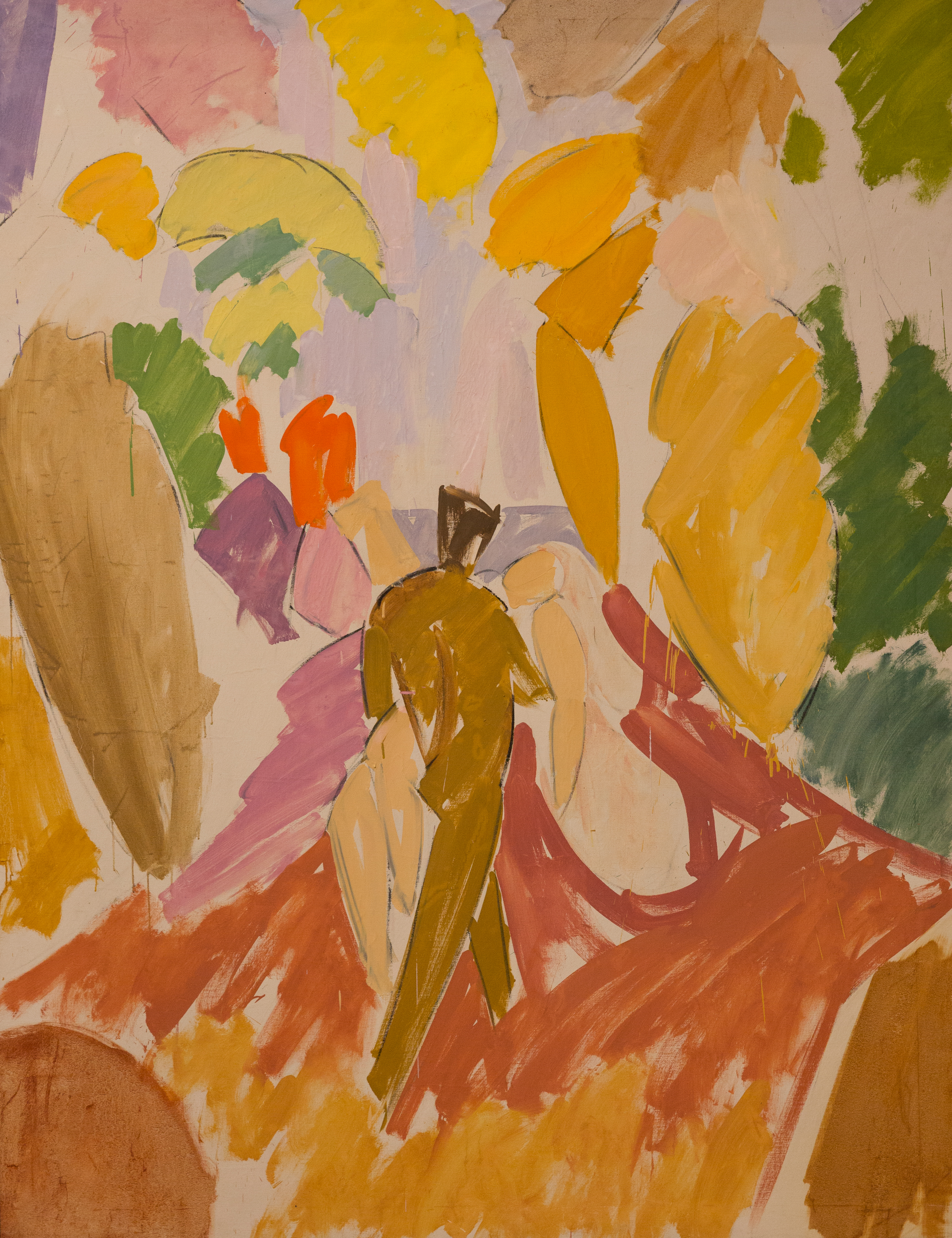
Faun en nimf, Edvard Weie
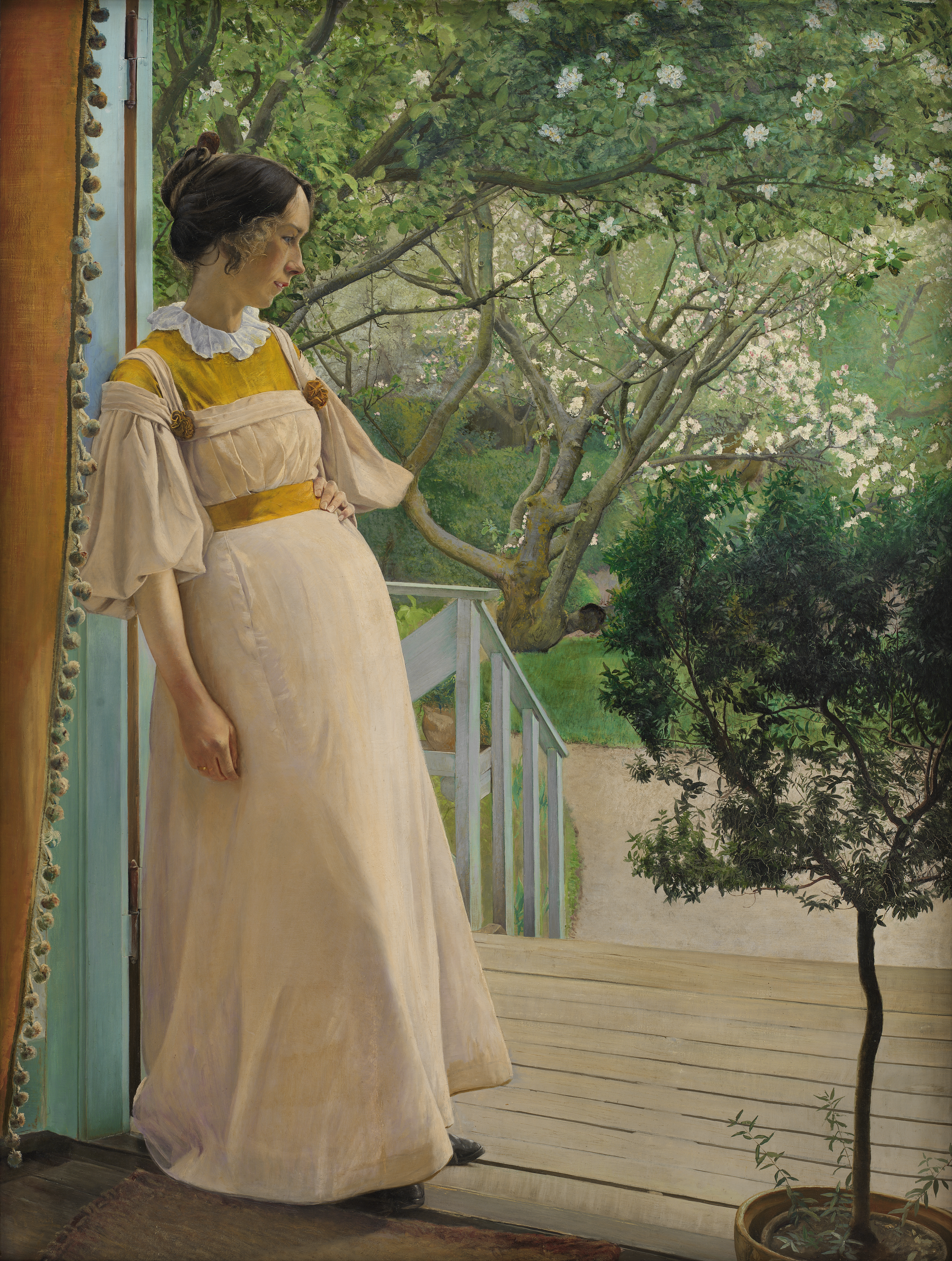
In de tuindeur. De vrouw van de kunstenaar, L.A. Ring
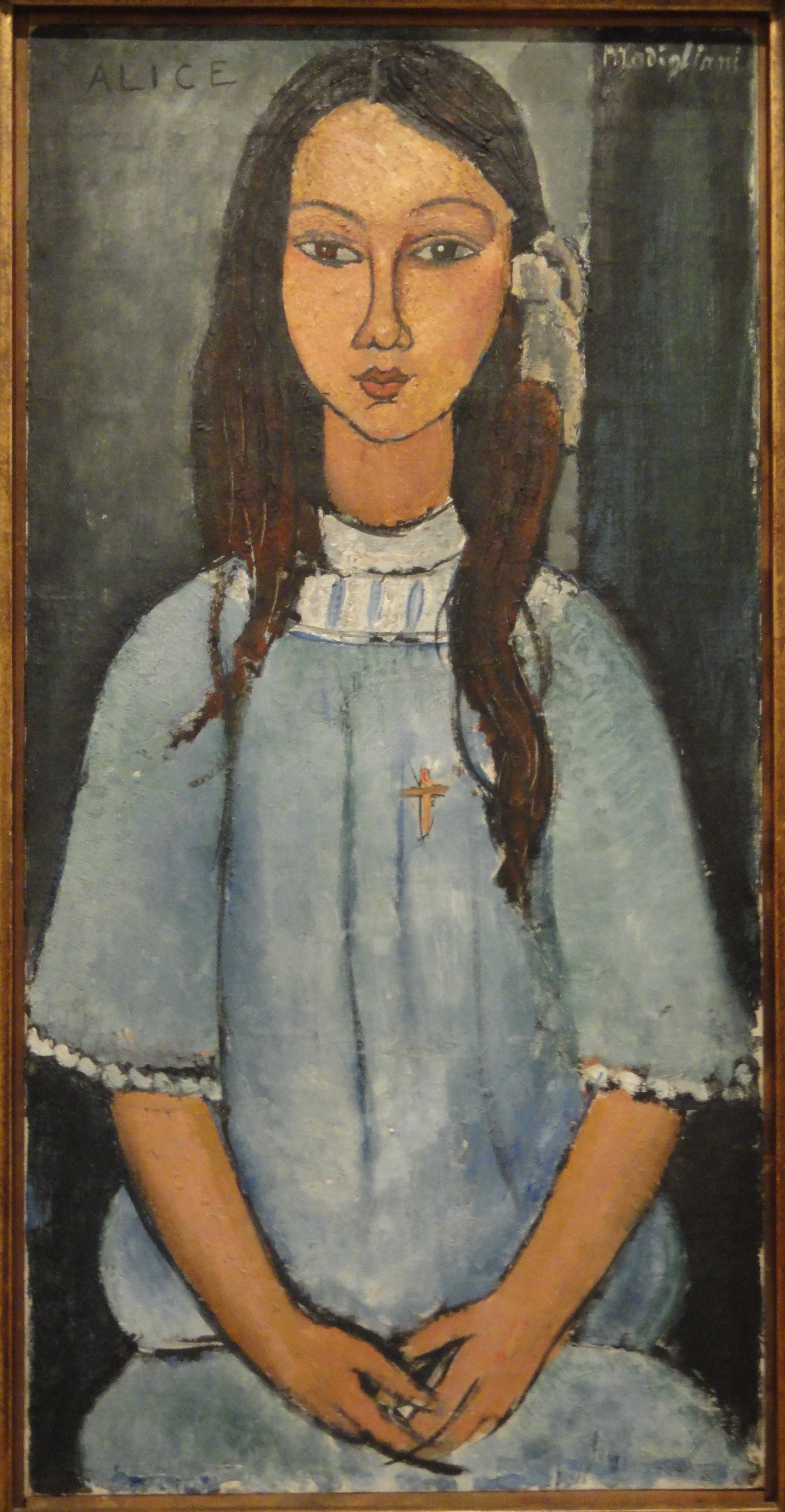
Alice, Amedeo Modigliani
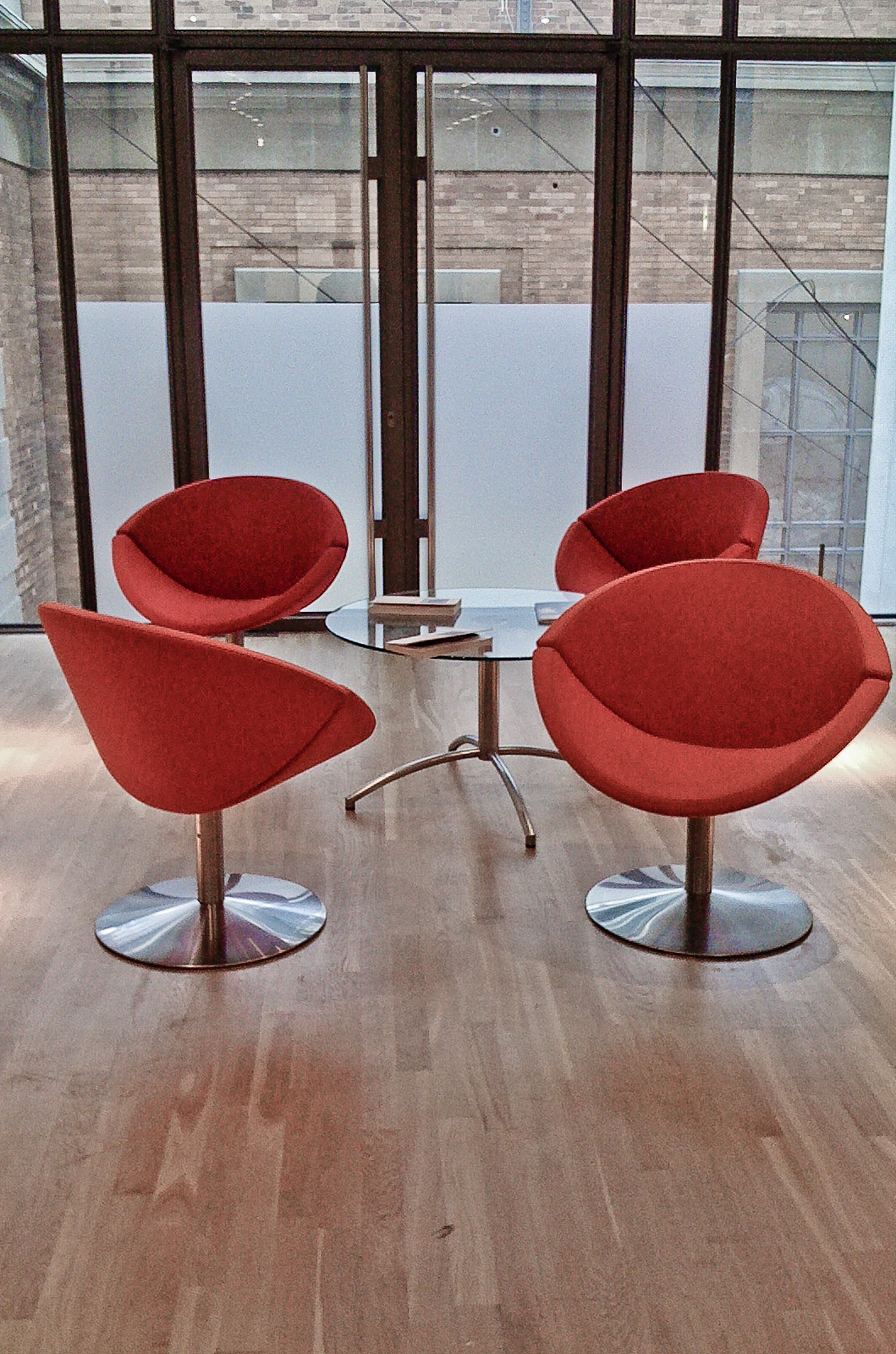
Apollo-stoelen, Johannes Foersom & Peter Hiort-Lorenzen